# Molophilus riawunna
Molophilus riawunna är en tvåvingeart som beskrevs av Günther Theischinger 1992. Molophilus riawunna ingår i släktet Molophilus och familjen småharkrankar. Inga underarter finns listade i Catalogue of Life.